# Hermannia cordifolia
Hermannia cordifolia är en malvaväxtart som beskrevs av William Henry Harvey. Hermannia cordifolia ingår i släktet Hermannia och familjen malvaväxter. Inga underarter finns listade i Catalogue of Life.